# Close to Me
Singles de The Cure
In Between Days
(1985) Boys Don't Cry (New Voice New Mix)
(1986)
Clip vidéo
[vidéo] « Close to Me », sur YouTube
Close to Me est une chanson du groupe britannique The Cure écrite et composée par Robert Smith, sortie en single le 17 septembre 1985. C'est le second extrait de l'album The Head on the Door.
Close to Me est l'un des plus gros succès du groupe, notamment en France où la chanson est très souvent diffusée à la radio. Le single atteint la 17e place dans le Top 50 où il reste classé pendant 15 semaines.
Cette chanson permet au groupe d'asseoir le succès rencontré avec In Between Days, le premier single extrait de The Head on the Door, prolongeant ainsi l'impact de l'album dans les classements internationaux.

## Contenu du single
La version du single est remixée, des cuivres ont été ajoutés. La face B est occupée par le titre inédit A Man Inside My Mouth.
Sur le maxi 45 tours on retrouve Stop Dead, chanson déjà présente sur les singles américains et canadiens de In Between Days.
Il existe deux EP sortis en éditions limitées où figure Close to Me : Half an Octopuss, sorti au Royaume-Uni et Quadpus publié aux États-Unis, tous deux offrant la chanson inédite New Day.
En 1988 sort un CD Video avec comme contenu quatre pistes audio, Close to Me (Extended Remix), A Man Inside My Mouth, Stop Dead et New Day et une seule piste vidéo avec le clip de Close to Me.
| 45 tours 1. Close to Me (Remix) - 3:38 2. A Man Inside My Mouth - 3:07 | Maxi 45 tours 1. Close to Me (Extended Remix) - 6:35 2. A Man Inside My Mouth - 3:07 3. Stop Dead - 4:00 |

CD Vidéo (1988)
1. Close to Me (Extended Remix) - 6:35
2. A Man Inside My Mouth - 3:07
3. Stop Dead - 4:02
4. New Day - 4:08
5. Close to Me (Vidéo) - 3:39

## Clip
Réalisé par Tim Pope, il montre les cinq membres du groupe enfermés dans une armoire au milieu de chaussettes et de cravates. Lol Tolhurst joue d'un mini synthétiseur tandis que Porl Thompson pince les dents d'un peigne, en synchronisation avec les notes aigües de la chanson, et Boris Williams tape dans ses mains en rythme.
Des prises de vue montrent l'armoire en équilibre instable au sommet d'une falaise qui finit par tomber à la mer.
L'armoire se remplit d'eau mais les cinq musiciens continuent de jouer et de chanter avant d'être submergés.
Les séquences dans l'armoire ont été filmées dans un studio à Londres, celles en extérieur à Beachy Head.

## Classements hebdomadaires
| Classement (1985/86)                   | Meilleure place |
| -------------------------------------- | --------------- |
| Australie (ARIA)                       | 7               |
| Belgique (Flandre Ultratop 50 Singles) | 30              |
| États-Unis (Hot Dance Club Play)       | 32              |
| France (SNEP)                          | 17              |
| Irlande (Irish Singles Chart)          | 4               |
| Nouvelle-Zélande (RMNZ)                | 45              |
| Pays-Bas (Nederlandse Top 40)          | 21              |
| Pays-Bas (Single Top 100)              | 16              |
| Royaume-Uni (UK Singles Chart)         | 24              |

| Classement (1991)             | Meilleure place |
| ----------------------------- | --------------- |
| Allemagne (GfK Entertainment) | 49              |
| Nouvelle-Zélande (RMNZ)       | 27              |

## Close to Me(Remix)
Singles de The Cure
Never Enough
(1990) High
(1992)
Clip vidéo
[vidéo] « Close to Me (1990 version) », sur YouTube
Le 16 octobre 1990, un remix de Close to Me sort en single, extrait de la compilation Mixed Up.
La version du single (le Closest mix) est plus courte que celle figurant sur Mixed Up (le Closer mix). Le single comporte également un remix inédit de Just Like Heaven (le Dizzy mix), la version maxi fournit un remix tout aussi inédit de Primary (le Red mix). Certains pressages contiennent le titre Why Can't I Be You? en Extended version, déjà sorti en 1987.

### Clip
Également réalisé par Tim Pope, il s'agit d'une suite de la version originale de Close to Me.
Le groupe, au fond de l'eau, sort de l'armoire. Robert Smith se fait attraper par une pieuvre à visage humain, laquelle joue de plusieurs mini saxophones qu'elle tient dans ses tentacules.
Les autres membres du groupe ont maille à partir avec une étoile de mer géante, elle aussi à visage humain.
Finalement, ils continuent tous à jouer au fond de l'eau, ne cherchant pas à remonter à la surface alors qu'on aperçoit un bateau y flotter.

### Classements hebdomadaires
| Classement (1990/91)           | Meilleure place |
| ------------------------------ | --------------- |
| Australie (ARIA)               | 55              |
| Espagne (AFYVE)                | 18              |
| États-Unis (Billboard Hot 100) | 97              |
| Irlande (Irish Singles Chart)  | 4               |
| Royaume-Uni (UK Singles Chart) | 13              |

## Certifications
| Pays                    | Certification | Date       | Unités certifiées |
| ----------------------- | ------------- | ---------- | ----------------- |
| Espagne (Promusicae)    | Or            | 01/2024    | 30 000            |
| Italie (FIMI)           | Or            | 2019       | 25 000            |
| Nouvelle-Zélande (RMNZ) | Platine       | 08/09/2022 | 30 000            |
| Royaume-Uni (BPI)       | Platine       | 16/02/2024 | 600 000           |

## Reprises et adaptation
La chanson a été reprise par The Get Up Kids ou par l'actrice britannique Minnie Driver sur son album Ask Me to Dance en 2014.
Matthieu Chedid, alias -M-, l'a adaptée en français sur son album Je dis aime en 1999.

## Dans la culture
Sauf indication contraire, les informations mentionnées dans cette section peuvent être confirmées par le générique de fin de l'œuvre audiovisuelle présentée ici, ainsi que par la base de données cinématographiques IMDb,  présente dans la section « Liens externes ».
La chanson figure dans la bande originale de Nos 18 ans de Frédéric Berthe en 2008.